# 长穗碱茅
长穗碱茅（学名：Puccinellia thomsonii）为禾本科碱茅属下的一个种。